# Torquemada (Espagne)
Pour les articles homonymes, voir Torquemada (homonymie).
Torquemada est une commune d'Espagne de la province de Palencia dans la communauté autonome de Castille-et-León. Elle fait partie de la comarque naturelle d'El Cerrato.

## Géographie
Torquemada est entouré par Hornillos de Cerrato, Villamediana et Villaviudassitué et se situe à 18 km au Nord-Est de Palencia la plus grande ville aux alentours.

## Histoire
Lors de la guerre d'indépendance espagnole, le général Lasalle affronte les troupes espagnoles le 6 juin 1808 à Torquemada,.

### Les Hospitaliers
Torquemada a été le chef-lieu d'une commanderie des Hospitaliers de l'ordre de Saint-Jean de Jérusalem dont l'existence est attestée au XIIIe siècle. Elle faisait partie de la langue d'Espagne et du grand prieuré de Castille et León,.